# Liste des matchs de l'équipe du Liban de football par adversaire
Cette liste présente les matchs de l'équipe du Liban de football par adversaire rencontré. Lorsqu'une rivalité footballistique particulière existe entre l'équipe du Liban et une autre sélection nationale, une page spécifique est parfois proposée.
- Haut – A
- B
- C
- D
- E
- F
- G
- H
- I
- J
- K
- L
- M
- N
- O
- P
- Q
- R
- S
- T
- U
- V
- W
- X
- Y
- Z

## A

### Algérie
| Date              | Lieu            | Match           | Score | Compétition                                       |
| 12 janvier 1997   | Beyrouth        | Liban - Algérie | 2-2   | Match amical                                      |
| 23 septembre 1998 | Doha Qatar      | Algérie - Liban | 0-0   | Coupe arabe des nations 1998 (1er tour, groupe 4) |
| 4 décembre 2021   | Al Wakrah Qatar | Liban - Algérie | 0-2   | Coupe arabe des nation 2021 (2 Tour groupe 4)     |

Bilan
- Total de matchs disputés : 3
- Victoires de l'équipe du Liban : 0
- Victoires de l'équipe d'Algérie :1
- Match nul : 1

### Arménie
| Date         | Lieu            | Match           | Score | Compétition  |
| 18 août 1998 | Abovyan Arménie | Arménie - Liban | 1 - 0 | Match amical |

Bilan
- Total de matchs disputés : 3
- Victoires de l'equipe du Liban : 0
- Victoires de l'équipe du Arménie : 1
- Matchs nuls : 0

### Australie
| Date             | Lieu               | Match             | Score | Compétition                                          |
| 6 septembre 2012 | Beyrouth Liban     | Liban - Australie | 0 - 3 | Match amical                                         |
| 16 novembre 2018 | Sydney Australie   | Australie - Liban | 3 - 0 | Match amical                                         |
| 21 mars 2024     | Sydney Australie   | Australie - Liban | 2 - 0 | Qualifications de la Coupe du monde de football 2026 |
| 26 mars 2024     | Canberra Australie | Liban - Australie | 0 - 5 | Qualifications de la Coupe du monde de football 2026 |

Bilan
- Total de matchs disputés : 4
- Victoires de l'équipe du Liban : 0
- Victoires de l'équipe de Australie : 10
- Matchs nuls : 0

## B

### Bahreïn
| Date           | Lieu     | Match           | Score | Compétition                                            |
| 13 mai 1993    | Beyrouth | Liban - Bahreïn | 0-0   | Qualifications pour la Coupe du monde de football 1994 |
| 5 juin 1993    | Séoul    | Bahreïn - Liban | 0-0   | Qualifications pour la Coupe du monde de football 1994 |
| 3 octobre 1996 | Tripoli  | Liban - Bahreïn | 2-3   | Match amical                                           |

- Total de matchs disputés : 3
- Victoires de l' Liban : 2
- Victoires de Bahreïn : 3

### Bangladesh
| Date            | Lieu     | Match              | Score | Compétition                                         |
| 23 juillet 2011 | Beyrouth | Liban - Bangladesh | 4-0   | Éliminatoires de la Coupe du monde de football 2014 |
| 28 juillet 2011 | Dacca    | Bangladesh - Liban | 2-0   | Éliminatoires de la Coupe du monde de football 2014 |

Bilan
- Total de matchs disputés : 1
- Victoires de l'Liban : 4
- Victoires de l'Bangladesh : 2

### Birmanie
| Date           | Lieu    | Match            | Score | Compétition                                      |
| 8 octobre 2015 | Bangkok | Birmanie - Liban | 0-2   | Éliminatoires de la Coupe du monde football 2018 |
| 29 mars 2016   | Sidon   | Liban - Birmanie | 1-1   | Éliminatoires de la Coupe du monde football 2018 |

Bilan
- Total de matchs disputés : 1
- Victoires de l'équipe du Liban : 3
- Victoires de l'équipe du Birmanie : 2
- Matchs nuls : 1

### Bulgarie
| Date            | Lieu     | Match            | Score | Compétition  |
| 23 janvier 1955 | Beyrouth | Liban - Bulgarie | 2-3   | Match amical |

Bilan
- Total de matchs disputés : 1
- Victoires de l'équipe du Liban : 2
- Victoires de l'équipe de Bulgarie : 3
- Matchs nuls : 0

## C

### Cambodge
| Date            | Lieu        | Match            | Score | Compétition    |
| 4 décembre 1998 | Surat Thaoi | Liban - Cambodge | 5-1   | Jeux asiatique |

Bilan
- Total de matchs disputés : 1
- Victoires de l'équipe du Liban : 1
- Match nul : 0
- Victoires de l'équipe du Cambodge : 0

### Chine
| Date             | Lieu        | Match         | Score | Compétition             |
| 30 novembre 1998 | Surat Thani | Chine - Liban | 4-1   | Jeux asiatiques de 1998 |
| 20 janvier 2008  | Zhongshan   | Chine - Liban | 0-0   | match amical            |

Bilan
- Total de matchs disputés : 1
- Victoires de l'Liban : 1
- Match nul : 1
- Victoires de la Chine : 4

### Chypre
| Date            | Lieu     | Match          | Score | Compétition  |
| 16 janvier 1996 | Beyrouth | Liban - Chypre | 1-0   | Match amical |

Bilan
- Total de matchs disputés : 1
- Victoires de l'équipe du Liban : 1
- Match nul : 0
- Victoires de l'équipe du Chypre : 0

### Corée du Nord
| Date             | Lieu      | Match                 | Score | Compétition                                                      |
| 16 février 2000  | Beyrouth  | Liban - Corée du Nord | 1-0   | Match amical                                                     |
| 4 septembre 2003 | Pyongyang | Corée du Nord - Liban | 0-1   | Tour préliminaire à la Coupe d'Asie des nations de football 2004 |
| 3 novembre 2003  | Beyrouth  | Liban - Corée du Nord | 1-1   | Tour préliminaire à la Coupe d'Asie des nations de football 2004 |
| 23 janvier 2009  | Phuket    | Corée du Nord - Liban | 0-1   | Match amical                                                     |
| 19 novembre 2019 | Beyrouth  | Liban - Corée du Nord | 0-0   | Éliminatoires de la Coupe du monde de football 2022              |

Bilan
- Total de matchs disputés : 5
- Victoires de l'Équipe du Liban : 4
- Matchs nuls : 2
- Victoires de l'Équipe de Corée du Nord : 1

## D

### Djibouti
| Date         | Lieu | Match            | Score | Compétition                 |
| 23 juin 2021 | Doha | Liban - Djibouti | 1-0   | Coupe arabe de la FIFA 2021 |

Bilan
- Total de matchs disputés : 1
- Victoires de l' Équipe du Liban : 1
- Matchs nuls :
- Victoires de l' Équipe de Djibouti : 0

## E

### Égypte
liste des confrontations
| Date       | Lieu     | Match                       | Score | Compétition         |
| 28/08/1965 | Le Caire | République arabr unie-Liban | 3-0   | Jeux Panarabes 1965 |
| 26/Mar/95  | Beyrouth | Liban-Égypte                | 1-1   | Amical              |
| 11/5/2012  | Tripoli  | Liban-Égypte                | 1-4   | Amical              |
| 1/Dec/21   | Doha     | Égypte-Liban                | 1-0   | FIFA Arab Cup       |

### Émirats arabes unis

#### Confrontations
Confrontations entre les Émirats arabes unis et le Liban :
|    | Date              | Lieu      | Match                       | Score | Compétition                                                  |
| -- | ----------------- | --------- | --------------------------- | ----- | ------------------------------------------------------------ |
| 1  | 11 janvier 1979   | Abou Dabi | Émirats arabes unis - Liban | 0-0   | Tour préliminaire à la Coupe d'Asie des nations 1980 (gr. 1) |
| 2  | 19 mars 1997      |           | Émirats arabes unis - Liban | 2-1   | Match amical                                                 |
| 3  | 21 octobre 1998   |           | Émirats arabes unis - Liban | 1-0   | Match amical                                                 |
| 4  | 20 août 1999      | Amman     | Émirats arabes unis - Liban | 2-0   | Jeux panarabes de 1999 (gr. B)                               |
| 5  | 7 septembre 2000  |           | Liban - Émirats arabes unis | 0-1   | Match amical                                                 |
| 6  | 10 septembre 2000 |           | Liban - Émirats arabes unis | 2-2   | Match amical                                                 |
| 7  | 23 septembre 2007 | Dubaï     | Émirats arabes unis - Liban | 1-1   | Match amical                                                 |
| 8  | 17 juillet 2011   | Al-Aïn    | Émirats arabes unis - Liban | 6-2   | Match amical                                                 |
| 9  | 2 septembre 2011  | Beyrouth  | Liban - Émirats arabes unis | 3-1   | Éliminatoires de la Coupe du monde 2014 (zone Asie, 3e tour) |
| 10 | 29 février 2012   | Abou Dabi | Émirats arabes unis - Liban | 4-2   | Éliminatoires de la Coupe du monde 2014 (zone Asie, 3e tour) |
| 11 | 6 novembre 2014   | Al-Hassa  | Émirats arabes unis - Liban | 3-2   | Match amical                                                 |
| 12 | 2 septembre 2021  | Dubaï     | Émirats arabes unis - Liban | 0-0   | Éliminatoires de la Coupe du monde de football 2022          |
| 13 | 16 novembre 2021  | Sidon     | Liban - Émirats arabes unis | 0-1   | Éliminatoires de la Coupe du monde de football 2022          |

#### Bilan
Au 6 juillet 2023 :
- Total de matchs disputés : 13
- Victoires des Émirats arabes unis : 7
- Matchs nuls : 4
- Victoires du Liban : 1
- Total de buts marqués par les Émirats arabes unis : 24
- Total de buts marqués par le Liban : 13

### Estonie

#### Confrontations
Confrontations entre le Liban et le Estonie : 
|   | Date            | Lieu     | Match           | Score | Compétition  |
| - | --------------- | -------- | --------------- | ----- | ------------ |
| 1 | 26 janvier 1997 | Beyrouth | Liban - Estonie | 2-0   | Match amical |

#### Bilan
Au 11 avril 2022 :
- Total de matchs disputés : 1
- Victoires du Liban : 2
- Matchs nuls : 0
- Victoires du Estonie : 0
- Total de buts marqués par le Liban : 2
- Total de buts marqués par le Estonie : 0

## G

### Gabon

#### Confrontations
Confrontations entre le Liban et le Gabon : 
|   | Date            | Lieu  | Match         | Score | Compétition  |
| - | --------------- | ----- | ------------- | ----- | ------------ |
| 1 | 15 janvier 2013 | Sidon | Liban - Gabon | 0-0   | Match amical |

#### Bilan
Au 16 juillet 2023 :
- Total de matchs disputés : 1
- Victoires du Liban : 0
- Match nul : 1
- Victoires du Gabon : 0
- Total de buts marqués par le Liban : 0
- Total de buts marqués par le Gabon : 0

### Géorgie
Confrontations entre le Liban et la Géorgie :
|   | Date            | Lieu     | Match           | Score | Compétition  |
| - | --------------- | -------- | --------------- | ----- | ------------ |
| 1 | 5 décembre 1996 | Beyrouth | Libie - Géorgie | 4-2   | Match amical |
| 2 | 8 décembre 1996 | Beyrouth | Libie - Géorgie | 3-2   | Match amical |

#### Bilan
Au 15 mars 2024 : 
- Total de matchs disputés : 1
- Victoires du Liban : 7
- Match nul : 0
- Victoires de la Géorgie : 4
- Total de buts marqués par le Liban : 7
- Total de buts marqués par la Géorgie : 4

### Guinée équatoriale
Confrontations entre le Liban et la Guinée équatoriale :
|   | Date            | Lieu     | Match                      | Score | Compétition  |
| - | --------------- | -------- | -------------------------- | ----- | ------------ |
| 1 | 11 octobre 2016 | Beyrouth | Liban - Guinée équatoriale | 1-1   | Match amical |

#### Bilan
Au 20 juillet 2023 : 
- Total de matchs disputés : 1
- Victoires de la Guinée équatoriale : 1
- Matchs nuls : 1
- Victoires du Liban : 1
- Total de buts marqués par le Liban : 1
- Total de buts marqués par la Guinée équatoriale : 1

## H

### Hong Kong

#### Confrontations
Confrontations entre le Liban et le Hong Kong :
|   | Date             | Lieu      | Match             | Score | Compétition                                            |
| - | ---------------- | --------- | ----------------- | ----- | ------------------------------------------------------ |
| 1 | 9 mai 1993       | Beyrouth  | Liban - Hong Kong | 2-2   | Qualifications pour la coupe du monde 1994 (Groupe D)  |
| 2 | 9 juin 1993      | Séoul     | Hong Kong - Liban | 1-2   | Qualifications pour la coupe du monde 1994 (Groupe D)  |
| 3 | 28 mars 2017     | Beyrouth  | Liban - Hong Kong | 2-0   | Éliminatoires de la Coupe d'Asie des nations 2019 (en) |
| 4 | 14 novembre 2017 | Hong Kong | Hong Kong - Liban | 0-1   | Éliminatoires de la Coupe d'Asie des nations 2019 (en) |

#### Bilan
Au 20 juillet 2023 :
- Total de matchs disputés : 4
- Victoires du Liban : 7
- Matchs nuls : 0
- Victoires de l'Hong Kong : 3
- Total de buts marqués par le Liban : 7
- Total de buts marqués par le Hong Kong : 3

## I

### Inde
Confrontations entre l'Inde et le Liban en matchs officiels.
|   | Date            | Lieu      | Match        | Score | Compétition                                           |
| - | --------------- | --------- | ------------ | ----- | ----------------------------------------------------- |
| 1 | 7 mai 1993      | Beyrouth  | Liban - Inde | 2-2   | Qualifications pour la coupe du monde 1994 (Groupe D) |
| 2 | 11 juin 1993    | Séoul     | Inde - Liban | 1-2   | Qualifications pour la coupe du monde 1994 (Groupe D) |
| 3 | 30 octobre 2007 | Margao    | Inde - Liban | 2-2   | Éliminatoires de la Coupe du monde de football 2010   |
| 4 | 19 août 2009    | New Delhi | Inde - Liban | 0-1   | Match amical                                          |

#### Bilan
Au 16 juillet 2023 :
- Total de matchs disputés : 4
- Victoires du Liban : 6
- Match nul : 2
- Victoires du l'Inde : 4
- Total de buts marqués par le Liban : 6
- Total de buts marqués par l'Inde : 4

### Irak

#### Confrontations
Confrontations entre le Liban et le Irak : 
|   | Date             | Lieu     | Match        | Score | Compétition                                                      |
| - | ---------------- | -------- | ------------ | ----- | ---------------------------------------------------------------- |
| 1 | 17 novembre 1964 | Koweït   | Irak - Liban | 1-0   | Coupe arabe des nations de football 1964                         |
| 2 | 22 décembre 1971 | Koweit   | Irak - Liban | 4-1   | Tour préliminaire à la Coupe d'Asie des nations de football 1972 |
| 3 | 21 août 1997     | Beyrouth | Liban - Irak | 0-2   | Match amical                                                     |
| 4 | 17 novembre 1998 | Beyrouth | Liban - Irak | 0-2   | Match amical                                                     |
| 5 | 31 janvier 2001  | Beyrouth | Liban - Irak | 0-0   | Match amical                                                     |
| 6 | 26 août 2015     | Sidon    | Liban - Irak | 2-3   | Match amical                                                     |
| 7 | 24 juin 2012     | Djeddah  | Irak - Liban | 1-0   | Coupe arabe des nations de football 2012                         |
| 8 | 1er février 2022 | Sidon    | Liban - Irak | 1-1   | Éliminatoires de la Coupe du monde de football 2022              |

#### Bilan
Au 30 juillet 2023 :
- Total de matchs disputés : 8
- Victoires du Liban : 4
- Matchs nuls : 2
- Victoires du Irak : 14
- Total de buts marqués par le Liban : 4
- Total de buts marqués par le Irak : 14

### Iran
Confrontations entre le Liban et le Iran :
|   | Date             | Lieu     | Match        | Score | Compétition                                          |
| - | ---------------- | -------- | ------------ | ----- | ---------------------------------------------------- |
| 1 | 13 novembre 1996 | Beyrouth | Liban - Iran | 0-0   | Match amical                                         |
| 2 | 12 octobre 2000  | Beyrouth | Liban - Iran | 0-4   | Coupe d'Asie des nations de football 2000            |
| 3 | 3 septembre 2002 | Damas    | Iran - Liban | 2-0   | Championnat d'Asie de l'Ouest de football 2002       |
| 4 | 19 novembre 2003 | Beyrouth | Liban - Iran | 0-3   | Qulaifications pour la Coupe d'Asie des nations 2004 |
| 5 | 28 novembre 2003 | Téhéran  | Iran - Liban | 1-0   | Qualifications pour la Coupe d'Asie des nations 2004 |
| 6 | 6 février 2013   | Téhéran  | Iran - Liban | 5-0   | Qualifications pour la Coupe d'Asie des nations 2015 |
| 7 | 11 novembre 2021 | Sidon    | Liban - Iran | 1-2   | Éliminatoires de la Coupe du monde de football 2022  |
| 8 | 29 mars 2022     | Machhad  | Iran - Liban | 2-0   | Éliminatoires de la Coupe du monde de football 2022  |

#### Bilan
Au 1er août 2023 :
- Total de matchs disputés : 8
- Victoires du Liban : 5
- Match nul : 1
- Victoires l'Iran : 15
- Total de buts marqués par le Liban : 5
- Total de buts marqués par l'Iran : 15

## J

### Jordanie
Confrontations entre le Liban el la Jordanie : 
|   | Date             | Lieu     | Match            | Score | Compétition                                         |
| - | ---------------- | -------- | ---------------- | ----- | --------------------------------------------------- |
| 1 | 1er février 1997 | Beyrouth | Liban - Jordanie | 1-0   | Match amical                                        |
| 2 | 23 juillet 1998  | Beyrouth | Liban - Jordanie | 2-0   | Qualifications pour la Coupe arabe des nations 1998 |
| 3 | 23 février 2000  | Tripoli  | Liban - Jordanie | 1-1   | match amical                                        |
| 4 | 8 mars 2000      | Amman    | Jordanie - Liban | 1-1   | Match amical                                        |
| 5 | 13 mai 2000      | Limassol | Jordanie - Liban | 1-1   | Match amical                                        |
| 6 | 28 janvier 2008  | Amman    | Jordanie - Liban | 4-1   | Match amical                                        |
| 7 | 31 août 2016     | Beyrouth | Liban - Jordanie | 1-1   | Match amical                                        |
| 8 | 15 novembre 2016 | Amman    | Jordanie - Liban | 0-0   | match amical                                        |
| 9 | 24 mars 2021     | Dubaï    | Jordanie - Liban | 1-0   | Match amical                                        |

#### Bilan
Au 22 juillet 2023 :
- Total de matchs disputés : 9
- Victoires de la Jordanie : 9
- Matchs nuls : 4
- Victoires du Liban : 8
- Total de buts marqués par le Jordanie : 9
- Total de buts marqués par le Liban : 8

## K

### Kirghizistan

#### Confrontations
Confrontations entre le Liban et le Kirghizistan :
|   | Date           | Lieu    | Match                | Score | Compétition                                |
| - | -------------- | ------- | -------------------- | ----- | ------------------------------------------ |
| 1 | 23 mai 2000    | Amman   | Liban - Kirghizistan | 2-0   | Championnat d'Asie de l'Ouest 2000 (gr. B) |
| 2 | 25 août 2009   | Delhi   | Kirghizistan - Liban | 1-1   | Coupe Nehru 2009 (1er tour)                |
| 3 | 6 octobre 2016 | Bichkek | Kirghizistan - Liban | 0-0   | Match amical                               |

#### Bilan
Au 3 avril 2019 :
- Total de matchs disputés : 3
- Victoires du Liban : 1
- Matchs nuls : 2
- Victoires du Kirghizistan : 0
- Total de buts marqués par le Liban : 3
- Total de buts marqués par le Kirghizistan : 1

### Koweït

#### Confrontations
Confrontations entre le Liban et le Koweït :
|   | Date            | Lieu     | Match          | Score | Compétition                                                      |
| - | --------------- | -------- | -------------- | ----- | ---------------------------------------------------------------- |
| 1 | 2 janvier 1993  | Koweït   | Koweït - Liban | 2-0   | Match amical                                                     |
| 2 | 20 janvier 1993 | Koweït   | Koweït - Liban | 2-0   | Match amical                                                     |
| 3 | 9 juin 1996     | Beyrouth | Liban - Koweït | 3-5   | Tour préliminaire à la Coupe d'Asie des nations de football 1996 |
| 4 | 22 février 2006 | Beyrouth | Liban - Koweït | 1-1   | Tour préliminaire à la Coupe d'Asie des nations de football 2007 |
| 5 | 2 janvier 2008  | Koweït   | Koweït - Liban | 3-2   | Match amical                                                     |
| 6 | 2 juillet 2011  | Beyrouth | Liban - Koweït | 0-6   | Match amical                                                     |
| 7 | 13 octobre 2015 | Koweït   | Koweït - Liban | 0-0   | Éliminatoires de la Coupe du monde de football 2018              |
| 8 | 29 mars 2021    | Dubaï    | Koweït - Liban | 1-1   | Match amical                                                     |

#### Bilan
Au 25 juillet 2023 :
- Total de matchs disputés : 8
- Victoires du Liban : 8
- Matchs nuls : 3
- Victoires du Koweït : 20
- Total de buts marqués par le Liban : 8
- Total de buts marqués par le Koweït : 20

## L

### Laos
Confrontations entre le Laos et le Liban :
|   | Date             | Lieu      | Match        | Score | Compétition                                       |
| - | ---------------- | --------- | ------------ | ----- | ------------------------------------------------- |
| 1 | 16 juin 2015     | Vientiane | Laos - Liban | 0-2   | Qualificate de la Coupe du monde de football 2018 |
| 2 | 12 novembre 2015 | Beyrouth  | Liban - Laos | 7-0   | Qualificate de la Coupe du monde de football 2018 |

#### Bilan
Au 18 avril 2022 :
- Total de matchs de disputés : 2
- Victoires du Laos : 0
- Matchs Nuls : 0
- Victoires du Liban : 9
- Total de buts marqués par le Laos : 0
- Total de buts marqués par le Liban : 9

### Libye

#### Confrontations
Confrontations entre la Libye et le Liban :
|   | Date            | Lieu     | Match         | Score | Compétition         |
| - | --------------- | -------- | ------------- | ----- | ------------------- |
| 1 | 27 avril 1997   | Beyrouth | Liban - Libye | 2-0   | Match amical        |
| 2 | 19 juillet 1997 | Beyrouth | Liban - Libye | 2-1   | Jeux panarabes 1997 |

#### Bilan
Au 6 juillet 2023 :
- Total de matchs de disputés : 2
- Victoires du Libye : 1
- Matchs nuls : 0
- Victoires du Liban : 4
- Total de buts marqués par la Libye : 1
- Total de buts marqués par le Liban : 4

## M

### Malaisie

#### Confrontations
Confrontations entre le Liban et la Malaisie :
|   | Date         | Lieu        | Match            | Score | Compétition                                                           |
| - | ------------ | ----------- | ---------------- | ----- | --------------------------------------------------------------------- |
| 1 | 13 juin 2017 | Johor Bahru | Malaisie - Liban | 1-2   | Qualifications pour la Coupe d'Asie des nations de football 2019 (en) |
| 2 | 27 mars 2018 | Beyrouth    | Liban - Malaise  | 2-1   | Qualifications pour la Coupe d'Asie des nations de football 2019 (en) |

#### Bilan
Au 20 juillet 2023 :
- Total de matchs disputés : 2
- Victoires du Liban : 4
- Matchs nuls :
- Victoires de la Malaisie : 2
- Total de buts marqués par le Liban : 4
- Total de buts marqués par la Malaisie : 2

### Maldives

#### Confrontations
Confrontations entre les Maldives et le Liban :
|   | Date             | Lieu     | Match            | Score | Compétition                                                         |
| - | ---------------- | -------- | ---------------- | ----- | ------------------------------------------------------------------- |
| 1 | 9 juin 2004      | Beyrouth | Liban - Maldives | 3-0   | Phase qualificative de la Coupe du monde 2006 (zone Asie, 1er tour) |
| 2 | 8 septembre 2004 | Malé     | Maldives - Liban | 2-5   | Phase qualificative de la Coupe du monde 2006 (zone Asie, 1er tour) |
| 3 | 9 avril 2008     | Beyrouth | Liban - Maldives | 4-0   | Éliminatoires de la Coupe d'Asie des nations 2011 (1er tour)        |
| 4 | 23 avril 2008    | Malé     | Maldives - Liban | 1-2   | Éliminatoires de la Coupe d'Asie des nations 2011 (1er tour)        |

#### Bilan
Au 6 avril 2019 :
- Total de matchs disputés : 4
- Victoires des Maldives : 0
- Matchs nuls : 0
- Victoires du Liban : 4
- Total de buts marqués par les Maldives : 3
- Total de buts marqués par le Liban : 14

### Malte

#### Confrontations
Confrontations entre le Liban et Malte : 
|   | Date             | Lieu     | Match         | Score | Compétition  |
| - | ---------------- | -------- | ------------- | ----- | ------------ |
| 1 | 24 novembre 1999 | Beyrouth | Liban - Malta | 0-0   | Match amical |
| 2 | 15 décembre 1999 | Ta' Qali | Malte - Liban | 1-0   | Match amical |

#### Bilan
Au 24 juillet 2023 :
- Total de matchs disputés : 2
- Victoires du Liban : 0
- Match nul : 1
- Victoires du Malte : 1
- Total de buts marqués par Liban : 0
- Total de buts marqués par Malte : 1

### Maroc
Confrontations entre le Maroc et le Liban :
|   | Date             | Lieu       | Match         | Score | Compétition            |
| - | ---------------- | ---------- | ------------- | ----- | ---------------------- |
| 1 | 3 septembre 1961 | Casablanca | Maroc - Liban | 1-0   | Jeux panarabes de 1961 |
| 2 | 2 octobre 1974   | Damas      | Liban - Maroc | 0-3   | Match amical           |

#### Bilan
Au 6 juillet 2023 :
- Total de matchs disputés : 2
- Victoires du Maroc : 4
- Matchs nuls : 0
- Victoires du Liban : 0
- Total de buts marqués par le Maroc : 4
- Total de buts marques par le Liban : 0

### Mauritanie

#### Confrontations
Confrontations entre le Liban et la Mauritanie :
|   | Date             | Lieu     | Match              | Score | Compétition                                         |
| - | ---------------- | -------- | ------------------ | ----- | --------------------------------------------------- |
| 1 | 21 décembre 2006 | Beyrouth | Liban - Mauritanie | 0-0   | Qualifications pour la Coupe arabe des nations 2009 |

#### Bilan
Au 25 juillet 2023 :
- Total de matchs disputés : 1
- Victoires du Liban : 0
- Matchs nuls : 1
- Victoires de la Mauritanie : 0
- Total de buts de marqués par le Liban : 0
- Total de buts de marqués par la Mauritanie : 0

## N

### Namibie
Confrontations entre la Namibie et le Liban : 
|   | Date           | Lieu  | Match           | Score | Compétiton   |
| - | -------------- | ----- | --------------- | ----- | ------------ |
| 1 | 1er avril 2009 | Sidon | Liban - Namibie | 1-1   | Match amical |

#### Bilan
Au 27 juin 2023 :
- Total de matchs disputés : 1
- Victoires de l' Liban : 1
- Match nul : 1
- Victoires de la Namibie : 1
- Total de buts marqués par la Namibie : 1
- Total de buts marqués par le Liban : 1

## O

### Oman
Confrontations entre Oman et le Liban :
|   | Date             | Lieu     | Match        | Score | Compétition         |
| - | ---------------- | -------- | ------------ | ----- | ------------------- |
| 1 | 5 septembre 1996 | Beyrouth | Liban - Oman | 1-2   | match amical        |
| 2 | 8 septembre 1996 | Beyrouth | Liban - Oman | 2-1   | match amical        |
| 3 | 25 août 1999     | Irbid    | Liban - Oman | 1-1   | Jeux panarabes 1999 |
| 4 | 29 mai 2013      | Doha     | Liban - Oman | 1-1   | match amical        |

#### Bilan
Au 24 juillet 2023 : 
- Total de matchs disputés : 4
- Victoires de l' Liban : 5
- Matchs nuls : 2
- Victoires d'Oman : 4
- Total de buts marqués par le Liban : 5
- Total de buts marqués par Oman : 4

### Ouganda
Confrontations entre l'Ouganda et le Liban : 
|   | Date            | Lieu   | Match           | Score | Compétition  |
| - | --------------- | ------ | --------------- | ----- | ------------ |
| 1 | 2 novembre 1989 | Koweït | Liban - Ouganda | 2-0   | Match amical |

#### Bilan
Au 29 juillet 2023 : 
- Total de matchs disputés : 1
- Victoires du Liban : 2
- Matchs nuls : 0
- Victoires de l'Ouganda : 0
- Total de buts marqués par le Liban : 2
- Total de buts marqués par l'Ouganda : 0

### Ouzbékistan

#### Confrontations
Confrontations entre l'Ouzbékistan et le Liban :
|   | Date            | Lieu     | Match               | Score | Compétition                                            |
| - | --------------- | -------- | ------------------- | ----- | ------------------------------------------------------ |
| 1 | 14 juin 2008    | Tachkent | Ouzbékistan - Liban | 3-0   | Qualifications pour la Coupe du monde de football 2010 |
| 2 | 8 juin 2012     | Beyrouth | Liban - Ouzbékistan | 1-1   | Éliminatoires de la Coupe du monde football 2014       |
| 3 | 14 février 2016 | Dubaï    | Ouzbékistan - Liban | 2-0   | Match amical                                           |

#### Bilan
Au 29 juillet 2023 :
- Total de matchs disputés : 3
- Victoires de l'Liban : 1
- Match nul : 1
- Victoires de l'Ouzbékistan : 6
- Total de buts marqués par le Liban : 1
- Total de buts marqués par l'Ouzbékistan : 6

## P

### Pakistan
Confrontations entre le Pakistan et le Liban
|   | Date            | Lieu     | Match            | Score | Compétition                                                 |
| - | --------------- | -------- | ---------------- | ----- | ----------------------------------------------------------- |
| 1 | 13 mai 2001     | Beyrouth | Liban - Pakistan | 6-0   | Qualifications pour la Coupe du monde de football 2002 (en) |
| 2 | 26 mai 2001     | Bangkok  | Pakistan - Liban | 1-8   | Qualifications pour la Coupe du monde de football 2002 (en) |
| 3 | 19 février 2014 | Beyrouth | Liban - Pakistan | 3-1   | Match amical                                                |

#### Bilan
Au 24 juillet 2023 :
- Total de matchs disputés : 3
- Victoires du Liban : 17
- Matchs nuls : 0
- Victoires du Pakistan : 2
- Total de buts marqués par le Liban : 17
- Total de buts marqués par le Pakistan : 2

### Palestine
Confrontations entre la Palestine et le Liban : 
|   | Date             | Lieu          | Match                                    | Score | Compétition                                         |
| - | ---------------- | ------------- | ---------------------------------------- | ----- | --------------------------------------------------- |
| 1 | 27 avril 1940    | Tel Aviv      | Mandat Palestine - Mandat français Liban | 5-1   | Match amical                                        |
| 2 | 20 juillet 1998  | Beyrouth      | Liban - Palestine                        | 3-1   | Qualifications pour la Coupe arabe des nations 1998 |
| 3 | 11 décembre 2012 | Al Farwaniyah | Liban - Palestina                        | 0-1   | Championnat d'Asie de l'Ouest de football 2012      |
| 4 | 31 août 2015     | Sidon         | Liban - Palestine                        | 0-0   | Match amical                                        |
| 5 | 10 novembre 2016 | Beyrouth      | Liban - Palestine                        | 1-1   | Match amical                                        |

#### Bilan
Au 1er août 2023 : 
- Total de matchs disputés : 4
- Victoires du Liban : 3
- Matchs nuls : 2
- Victoires de la Palestine : 11
- Total de buts marqués par le Liban : 3
- Total de buts marqués par la Palestine : 11

### Philippines
Confrontations entre les Philippines et le Liban : 
|   | Date          | Lieu    | Match               | Score | Compétition  |
| - | ------------- | ------- | ------------------- | ----- | ------------ |
| 1 | 25 avril 2001 | Tripoli | Liban - Philippines | 3-0   | Match amical |

#### Bilan
Au 1er août 2023 :
- Total de matchs disputés : 1
- Victoires du Liban : 3
- Matchs nuls :
- Victoires des Philippines : 0
- Total de buts marqués par le Liban : 3
- Total de buts marqués par les Philippines : 0

## Q

### Qatar

#### Confrontations
Confrontations entre le Qatar et le Liban :
|   | Date              | Lieu    | Match         | Score | Compétition                               |
| - | ----------------- | ------- | ------------- | ----- | ----------------------------------------- |
| 1 | 8 décembre 1998   | Bangkok | Qatar - Liban | 0-1   | Jeux asiatiques de 1998                   |
| 2 | 1er décembre 2004 | Doha    | Qatar - Liban | 4-1   | Match amical                              |
| 3 | 27 mai 2008       | Doha    | Qatar - Liban | 2-1   | Match amical                              |
| 4 | 9 octobre 2014    | Doha    | Qatar - Liban | 5-0   | Match amical                              |
| 5 | 9 janvier 2019    | Al-Aïn  | Qatar - Liban | 2-0   | Coupe d'Asie des nations de football 2019 |

#### Bilan
Au 27 juin 2023
- Total de matchs disputés : 5
- Victoires du Qatar : 13
- Matchs nuls : 0
- Victoires du Liban : 3
- Total de buts marqués par le Qatar : 13
- Total de buts marqués par le Liban : 3

## S

### Singapore

#### Confrontations
Confrontations entre Singapour et le Liban : 
|   | Date            | Lieu      | Match             | Score | Compétition                                                 |
| - | --------------- | --------- | ----------------- | ----- | ----------------------------------------------------------- |
| 1 | 13 avril 1997   | Beyrouth  | Liban - Singapour | 1-1   | Qualifications pour la Coupe du monde de football 1998 (en) |
| 2 | 24 mai 1997     | Singapour | Singapour - Liban | 1-2   | Qualifications pour la Coupe du monde de football 1998 (en) |
| 3 | 26 mars 2008    | Singapour | Singapour - Liban | 2-0   | Qualifications pour la Coupe du monde de football 2010      |
| 4 | 22 juin 2008    | Beyrouth  | Liban - Singapour | 1-2   | Qualifications pour la Coupe du monde de football 2010      |
| 5 | 9 novembre 2017 | Singapour | Singapour - Liban | 0-1   | Match amical                                                |

#### Bilan
Au 25 juillet 2023
- Total de matchs disputés : 5
- Victoires de Singapour : 6
- Matchs nuls : 1
- Victoires du Liban : 5
- Total de buts marqués par Sinagpour : 6
- Total de buts marqués par le Liban : 5

### Slovaquie

#### Confrontations
Confrontations entre le Slovaquie et le Liban : 
|   | Date            | Lieu     | Match             | Score | Compétition  |
| - | --------------- | -------- | ----------------- | ----- | ------------ |
| 1 | 6 décembre 1995 | Beyrouth | Liban - Slovaquie | 2-1   | Match amical |

#### Bilan
Au 4 juillet 2023
- Total de matchs disputés : 1
- Victoires de l'Slovaquie : 1
- Matchs nuls : 0
- Victoires du Liban : 2
- Total de buts marqués par l'Slovaquie : 1
- Total de buts marqués par le Liban : 2

### Somalie

#### Confrontations
Confrontations entre la Somalie et le Liban :
|   | Date             | Lieu     | Match           | Score | Compétition                                                  |
| - | ---------------- | -------- | --------------- | ----- | ------------------------------------------------------------ |
| 1 | 24 décembre 2006 | Beyrouth | Liban - Somalie | 4-0   | Qualifications à la Coupe arabe des nations 2009 (en)(gr. 2) |

#### Bilan
Au 4 mai 2019 :
- Total de matchs disputés : 1
- Victoires de la Somalie : 0
- Matchs nuls : 0
- Victoires du Liban : 1
- Total de buts marqués par la Somalie : 0
- Total de buts marqués par le Liban : 4

### Soudan
Confrontations entre la Soudan et le Liban :
| Date            | Lieu                         | Match         | Score | Compétition   |
| --------------- | ---------------------------- | ------------- | ----- | ------------- |
| 7 Décembre 2021 | Education City Stadium Qatar | Liban - Sodan | 1-0   | FIFA Arab Cup |

### Sri Lanka
Confrontations entre le Sri Lanka et le Liban :
|   | Date            | Lieu      | Match             | Score | Compétition                                                 |
| - | --------------- | --------- | ----------------- | ----- | ----------------------------------------------------------- |
| 1 | 15 mai 2001     | Beyrouth  | Liban - Sri Kanka | 4-0   | Qualifications pour la Coupe du monde de football 2002 (en) |
| 2 | 15 mai 2001     | Bangkok   | Sri Lanka - Liban | 0-5   | Qualifications pour la Coupe du monde de football 2002 (en) |
| 3 | 22 août 2009    | New Delhi | Sri Lanka - Liban | 4-3   | Match amical                                                |
| 5 | 10 octobre 2019 | Colombo   | Sri Lanka - Liban | 0-3   | Éliminatoires de la Coupe du monde de football 2022         |
| 5 | 5 juin 2021     | Goyang    | Liban - Sri Lanka | 3-2   | Éliminatoires de la Coupe du monde de football 2022         |

#### Bilan
Au 24 juillet 2023 :
- Total de matchs disputés : 5
- Victoires du Sri Lanka : 6
- Match nul : 0
- Victoires du Liban : 18
- Total de buts marqués par le Sri Lanka : 6
- Total de buts marqués par le Liban : 18

### Syrie
Confrontations entre la Syrie et le Liban :
|   | Date             | Lieu     | Match         | Score | Compétition                                         |
| - | ---------------- | -------- | ------------- | ----- | --------------------------------------------------- |
| 1 | 21 décembre 2002 | Koweït   | Syrie - Liban | 4-1   | Coupe arabe des nations de football 2002            |
| 2 | 22 août 2003     | Beyrouth | Liban - Syrie | 1-0   | Match amical                                        |
| 3 | 24 mai 2015      | Sidon    | Liban - Syrie | 2-2   | Match amical                                        |
| 4 | 12 octobre 2021  | Amman    | Syrie - Liban | 2-3   | Éliminatoires de la Coupe du monde de football 2022 |
| 5 | 24 mars 2022     | Sidon    | Liban - Syrie | 0-3   | Éliminatoires de la Coupe du monde de football 2022 |

#### Bilan
Au 24 juillet 2023 : 
- Total de matchs disputés : 5
- Victoires de l'Syrie : 11
- Matchs nuls : 1
- Victoires du Liban : 7
- Total de buts marqués par la Syrie : 11
- Total de buts marqués par le Liban : 7

## T

### Tunisie

#### Confrontations
Confrontations entre l'Tunisie et le Liban : 
|   | Date              | Lieu     | Match           | Score | Compétition                              |
| - | ----------------- | -------- | --------------- | ----- | ---------------------------------------- |
| 1 | 7 avril 1963      | Beyrouth | Liban - Tunisie | 0-1   | Coupe arabe des nations de football 1963 |
| 2 | 28 septembre 1974 | Damas    | Liban - Tunisie | 2-1   | Match amical                             |
| 3 | 17 juillet 1988   | Amman    | Liban - Tunisie | 1-1   | Coupe arabe des nations de football 1988 |

#### Bilan
Au 23 juillet 2023 :
- Total de matchs disputés : 3
- Victoires du Liban : 3
- Matchs nuls : 1
- Victoires de l'Tunisie : 3
- Total de buts marqués par le Liban : 3
- Total de buts marqués par l'Tunisie : 3

### Turkménistan

#### Confrontations
Confrontations entre le Turkménistan et le Liban :
|   | Date            | Lieu     | Match                | Score | Compétition                                                      |
| - | --------------- | -------- | -------------------- | ----- | ---------------------------------------------------------------- |
| 1 | 12 mai 1996     | Beyrouth | Liban - Turkménistan | 3-1   | Tour préliminaire à la Coupe d'Asie des nations de football 1996 |
| 2 | 26 mai 1996     | Achgabat | Turkménistan - Liban | 0-1   | Tour préliminaire à la Coupe d'Asie des nations de football 1996 |
| 3 | 10 octobre 2019 | Beyrouth | Liban - Turkménistan | 2-1   | Éliminatoires de la Coupe du monde de football 2022              |
| 4 | 9 juin 2021     | Goyang   | Turkménistan - Liban | 3-2   | Éliminatoires de la Coupe du monde de football 2022              |

#### Bilan
Au 25 juillet 2023 : 
- Total de matchs disputés : 4
- Victoires du Turkménistan : 6
- Match nul : 0
- Victoires du Liban : 7
- Total de buts marqués par le Turkménistan : 5
- Total de buts marqués par le Liban : 7

### Turquie
Confrontations entre le Liban et la Turquie : 
|   | Date              | Lieu   | Match           | Score | Compétition                                          |
| - | ----------------- | ------ | --------------- | ----- | ---------------------------------------------------- |
| 1 | 21 septembre 1963 | Naples | Turquie - Liban | 4-0   | Jeux Mediterranéens de 1963 Tournoi de football (en) |

#### Bilan
Au 5 septembre 2023 :
- Total de matchs disputés : 1
- Victoires la Turquie : 4
- Match nul : 0
- Victoires du Liban : 0
- Total de buts marqués par le Liban : 0
- Total de buts marqués par la Turquie : 4

## V

### Viêt Nam
Confrontations entre le Viêt Nam et le Liban : 
|   | Date             | Lieu     | Match            | Score | Compétition                                                 |
| - | ---------------- | -------- | ---------------- | ----- | ----------------------------------------------------------- |
| 1 | 31 mars 2004     | Nam Định | Viêt Nam - Liban | 0-2   | Qualifications pour la Coupe du monde de football 2006 (en) |
| 2 | 17 novembre 2004 | Beyrouth | Liban - Viêt Nam | 0-0   | Qualifications pour la Coupe du monde de football 2006 (en) |
| 3 | 24 janvier 2009  | Hanoï    | Viêt Nam - Liban | 3-1   | Éliminatoires de la Coupe d'Asie des nations 2011           |
| 4 | 6 janvier 2010   | Sidon    | Liban - Viêt Nam | 1-1   | Éliminatoires de la Coupe d'Asie des nations 2011           |

#### Bilan
Au 18 juillet 2023 : 
- Total de matchs disputés : 4
- Victoires du Viêt Nam : 4
- Match nul : 2
- Victoires du Liban : 4
- Total de buts marqués par le Viêt Nam : 4
- Total de buts marqués par le Liban : 4

## Y

### Yémen
Confrontations entre le Liban et le Yémen :
|   | Date             | Lieu   | Match         | Score | Compétition                              |
| - | ---------------- | ------ | ------------- | ----- | ---------------------------------------- |
| 1 | 24 décembre 2002 | Koweït | Liban - Yémen | 4-2   | Coupe arabe des nations de football 2002 |
| 2 | 16 octobre 2012  | Sidon  | Liban - Yémen | 2-1   | Match amical                             |

#### Bilan
Au 19 juillet 2023 :
- Total de matchs disputés : 2
- Victoires du Yémen : 3
- Matchs nuls : 0
- Victoires du Liban : 6
- Total de buts marqués par le Yémen : 3
- Total de buts marqués par le Liban : 6